# Syzygium calubcob
Syzygium calubcob är en myrtenväxtart som först beskrevs av Charles Budd Robinson, och fick sitt nu gällande namn av Elmer Drew Merrill. Syzygium calubcob ingår i släktet Syzygium och familjen myrtenväxter. Inga underarter finns listade i Catalogue of Life.